# Bajna
Bajna je velká vesnice v Maďarsku v župě Komárom-Esztergom, spadající pod okres Esztergom. Nachází se asi 10 km jihozápadně od Tátu a asi 19 km jihozápadně od Esztergomu. V roce 2015 zde žilo 1 856 obyvatel. Dle údajů z roku 2011 tvoří 92,2 % obyvatelstva Maďaři, 1,9 % Romové, 0,9 % Němci a 0,2 % Slováci.
Sousedními vesnicemi jsou Bajót, Epöl, Héreg, Nagysáp a Szomor, sousedním městem Lábatlan.